# Дипсис желтоватый
Ди́псис желтоватый (лат. Dypsis lutescens) — растение из рода Дипсис (Dypsis) семейства Пальмовые (Arecaceae).

## Ботаническое описание

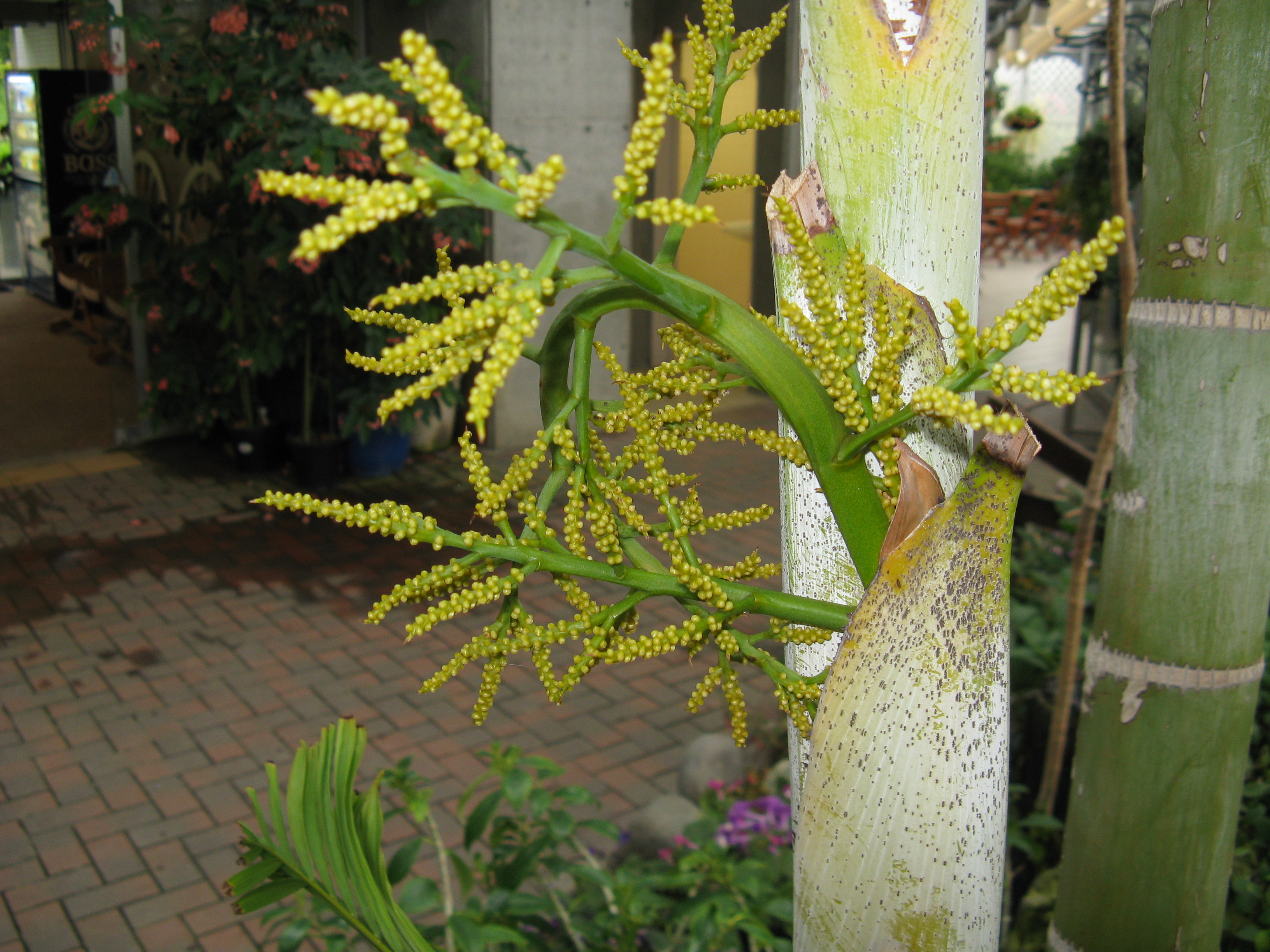
Соцветие

Листья сильно восходящие, длиной 2—2,5 м, сегменты длиной 0,6—0,7 м. Плоды с острой вершиной, жёлтые, эллиптической формы, длиной 2—2,5 см. Число хромосом 2n = 32. Цветение происходит весной или летом.
Растение обладает способностью активно поглощать из воздуха диоксид углерода, а также ряд токсичных для человека веществ, включая формальдегид (см. исследование НАСА «Чистый воздух»), выделяя кислород. Согласно исследованиям, для чистого воздуха в помещении необходимо четыре растения высотой по плечо на одного человека. При этом в мегаполисах с сильно загрязнённым воздухом и смогом растению требуется ежедневное протирание листьев.

## Распространение

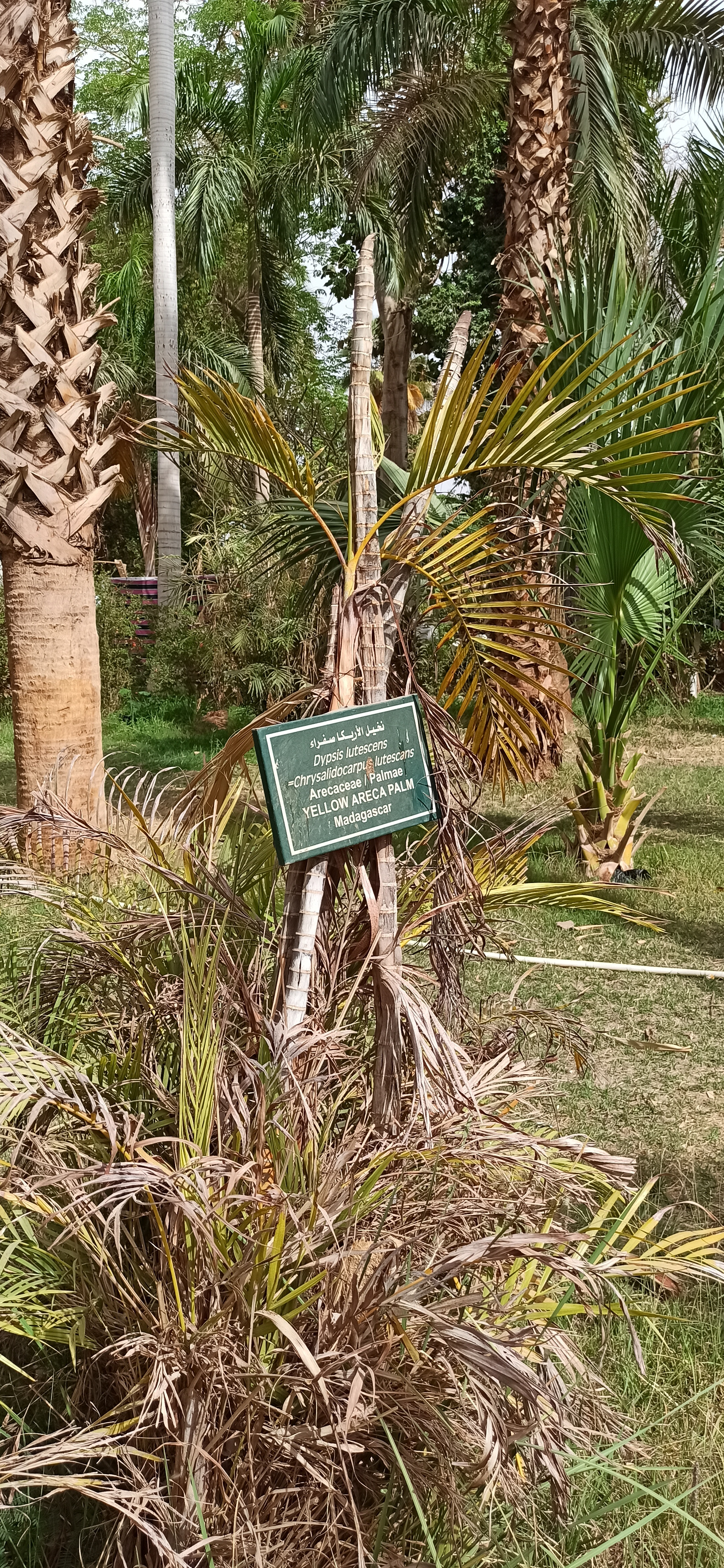
Дипсис желтоватый в ботаническом саду города Асуан, Египет

Является эндемиком Мадагаскара.